# 湯 (中華料理)
湯（タン、拼音: tāng、簡体字：汤、朝鮮語：탕、文化観光部2000年式：tang、マッキューン＝ライシャワー式：t'ang） は中華料理および朝鮮料理におけるスープである。朝鮮半島の固有語ではクク（クク、국）ともいう。

## 概要
特徴としては以下が挙げられる。
1. 材料をだしがらとしない場合が多い - 取り出して別の料理に使うためだしがらにするまで煮出さない。(江西料理や広東料理の壷で蒸すスープではだしがらとなる。)
2. 浮いた油を取らない - 特殊な場合でない限り油を取らない。
3. くさみ抜き - だしが動物性の場合、ネギや生姜の薄切りを入れる。

## 種類
- 材料による分け方
  - 葷湯（フンタン、hūntāng）
「葷」（なまぐさ）、すなわち動物性の材料で取った湯。
牛、豚、鶏の肉や骨、中華ハム、乾し鮑、乾し貝柱、乾しアゲマキガイ、スルメ、ヒラメの干物などを使用する。
  - 素湯（スータン、sùtāng）
動物性のものを使わず[1]、植物性の材料で取った湯。
緑豆、大豆、大根、ニンジン、セロリ、シイタケなどを使用する。
- 濃度、とろみによる分け方
  - 濃湯（ノンタン、nóngtāng）
豚皮、羊肉、牛の尾を使ったような濃厚なスープ。水溶き片栗粉でとろみをつけたスープをいう場合もあるが、多くは「羹」(ゴン、gēng)と呼ばれる。とろみをつけると、スープが冷めにくくなり、具が沈まず、口当たりもよくなる。
現代中国語ではシチューを含む煮込み料理も含む。
- 色による分け方
  - 清湯（チンタン、qīngtāng）
澄んだスープのこと[1]。塩、酒で味をつけた食欲を誘う為のスープであり、彩りも大切であるため、灰汁は丁寧にとる。
現代中国語ではブイヨンを指すこともある。
    - 高湯（カオタン、gāotāng）もしくは上湯（シャンタン、shàngtāng）
清湯の中でも高級とされるスープ。金華ハムと丸鶏、牛肉、豚肉を長時間煮込み、塩で味を調えたスープ。
元々は「上湯」の語は広東語由来（soeng6tong1）の表記である。
現代中国語ではフォンや日本の出汁（日式上湯）を指すこともある。

  - 白湯（パイタン、báitāng）
白いスープ。魚介類や豚骨などを強い火力で長時間煮込み、白濁させて仕上げる。麺類のスープに使われることが多いが、アクをとって白濁をかなり薄めて調理されることが多い[1]。

## 料理としての湯
中国および朝鮮には、料理名として「湯」の文字が多く使用されている。それらは単なるスープではなく、煮込んだ様々な具材とともに提供され食されるもの、あるいはスープである湯に、食材を加えて調理し提供されるものなどさまざまである。スープである湯と料理としての湯の概念の区別は、必ずしも明確にされているとは言えない。また、生薬を煮出した煎じ薬も「湯」と呼ばれ、中には甘い味を付けるものもあるが、生薬は料理にも入れる場合があるため、それらの境界には曖昧さが残る。

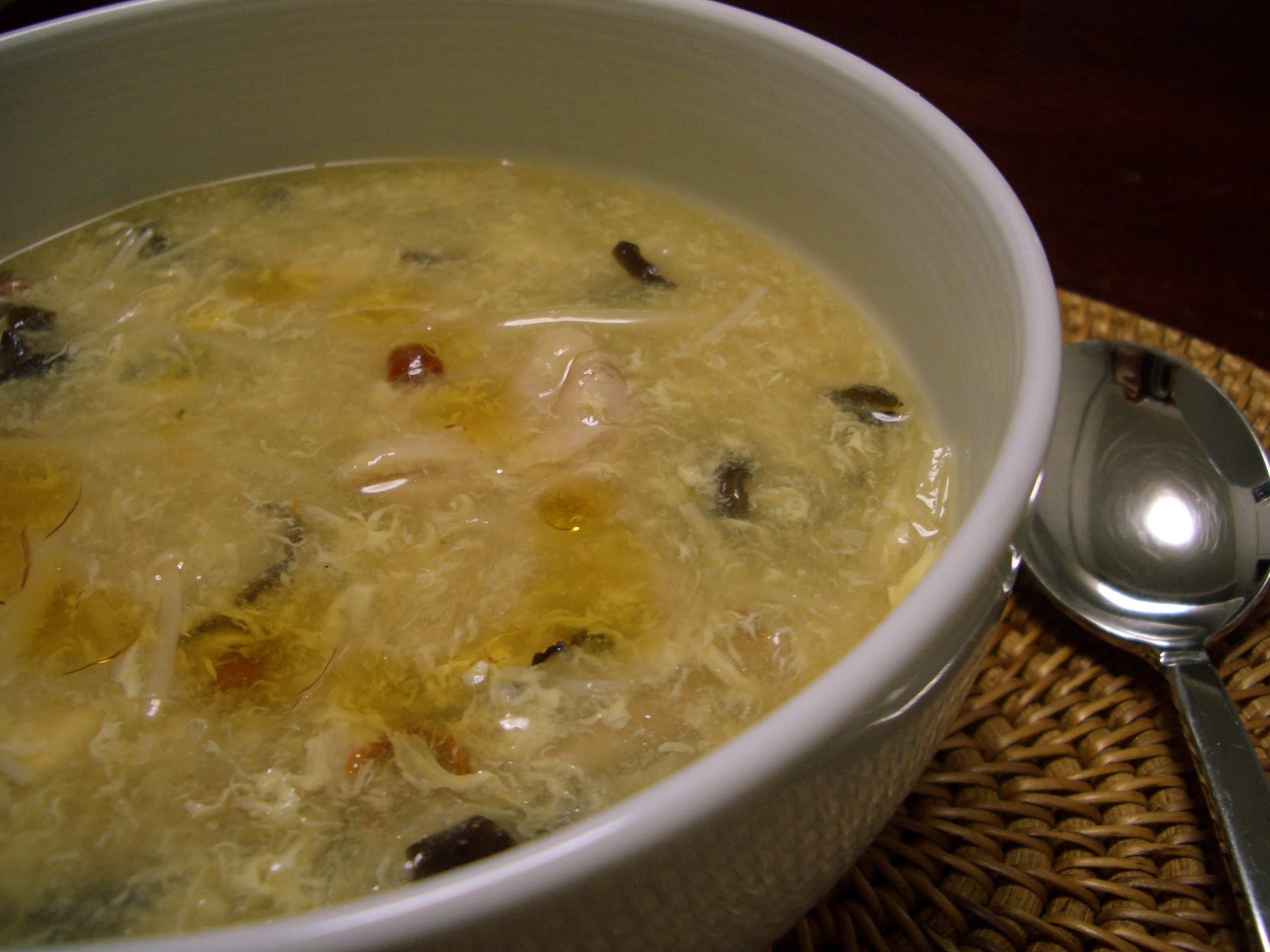
中華料理 酸辣湯
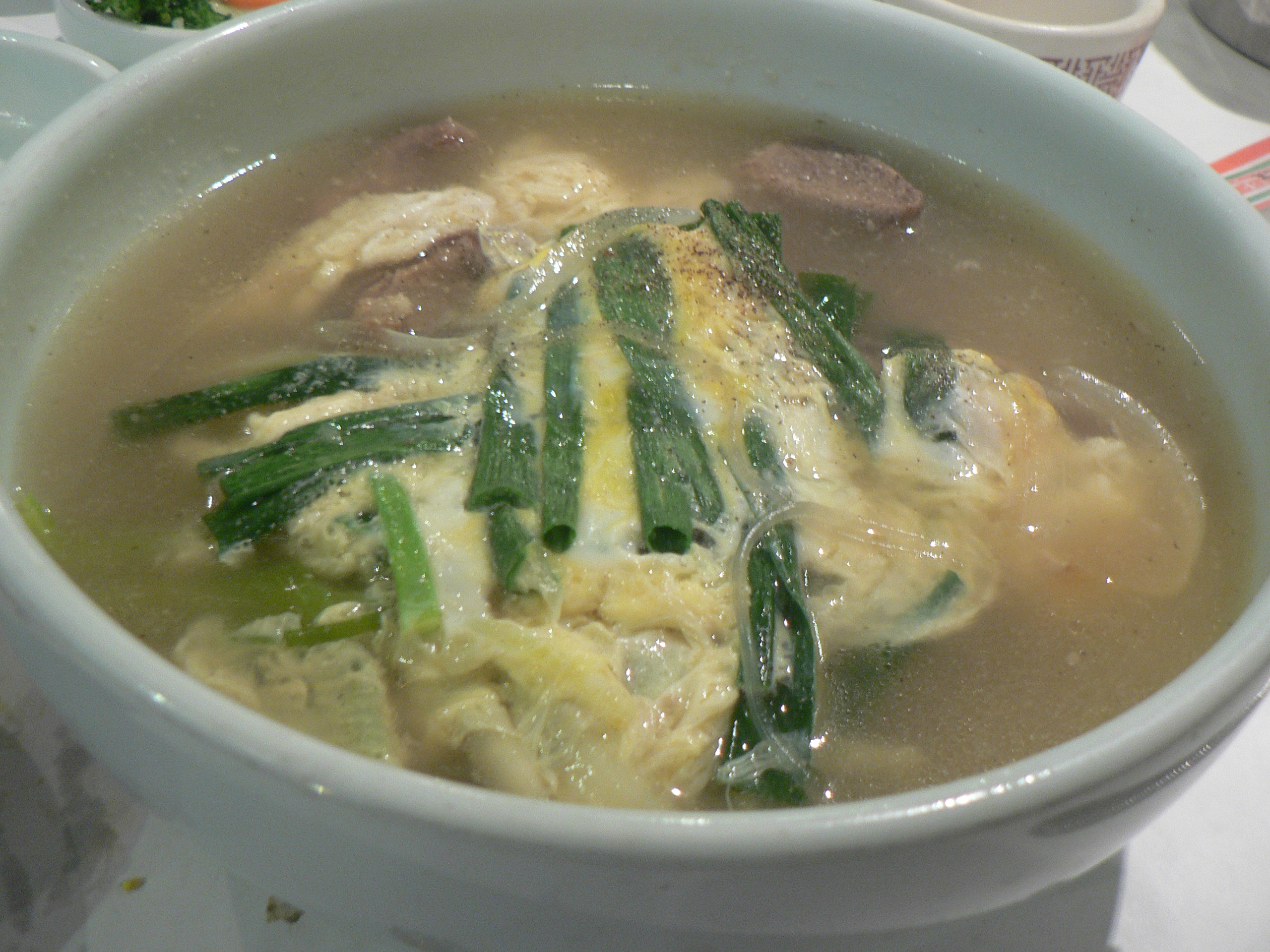
朝鮮料理 カルビタン